# 布利斯維爾鎮區 (伊利諾伊州傑佛遜縣)
布利斯維爾鎮區（英語：Blissville Township）是位於美國伊利諾伊州傑佛遜縣的一個行政鎮區。

## 地方資料
根據2010年美國人口普查的數據，布利斯維爾鎮區的面積為90.00平方千米，當中陸地面積為89.92平方千米，而水域面積為0.08平方千米。當地共有人口404人，而人口密度為每平方千米4.49人。